# Agnes Mary Frances Duclaux
Agnes Mary Frances Duclaux, nata Robinson e conosciuta anche come Agnes Marie François Darmesteter e Madame Duclaux (Leamington Spa, 27 febbraio 1857 – Aurillac, 9 febbraio 1944), è stata una scrittrice, giornalista e critica letteraria britannica.
Fu una dei più stimati poeti del periodo tardo vittoriano, una letterata e una critica prolifica; pubblicò otto raccolte di poesie - la più famosa, intitolata Un giardino italiano (1886), la rese nota in diversi paesi d'Europa - un romanzo, numerosi saggi storici e biografie, tra cui quella di Emily Brontë, Ernest Renan e Victor Hugo.
Femme de lettres, svolse un ruolo fondamentale nei circoli dell'estetismo londinese e, dopo il suo matrimonio con l'orientalista francese James Darmesteter, che segnò il suo trasferimento in Francia, anche di quelli parigini. Profonda conoscitrice dei classici, della letteratura inglese e francese, svolse un ruolo di ponte nell'avvicinarvi i lettori di entrambe le lingue e i paesi.

## Biografia
Agnes Mary Frances Robinson nacque a Leamington, nel Warwickshire, il 27 febbraio 1857, figlia di George Thomas Robinson (1828–1897), un ricco architetto e decoratore, e di Frances Sparrow (1831-1916).
Dopo alcuni anni, la famiglia si trasferì a Kensington, dove entrò a far parte della cerchia di scrittori e artisti della comunità londinese. La casa Robinson in Gower Street, nel cuore di Bloomsbury, divenne un luogo di ritrovo della comunità di pittori e scrittori del movimento preraffaellita, come William Michael Rossetti, William Morris, William Holman Hunt, Edward Burne-Jones, James Abbott McNeill Whistler, Arthur Symons, Ford Madox Brown, particolarmente influenzati dalla letteratura francese: Villon e Marot, Gautier e Baudelaire. George Moore, che entrò a far parte di questa cerchia al suo arrivo a Londra, ne avrebbe scritto nel suo Avowals, e avrebbe confessato in seguito che Mary, da molti decantata per la sua avvenenza, fu l'unica donna che avesse mai amato.

### Formazione
Le due figlie dei Robinson, Agnes Mary Frances e la sorella maggiore Frances Mabel, anche lei futura scrittrice e critica letteraria, crebbero in un ambiente ricco di stimoli, colto e vivace. Durante l'infanzia ricevettero un'istruzione privata, favorite dalla presenza di una ricca biblioteca paterna; in seguito frequentarono una scuola di perfezionamento a Bruxelles e infine, per alcuni anni, probabilmente dal 1875 al 1878, l'University College di Londra, dove furono tra le prime donne ad essere ufficialmente ammesse alle lezioni e a studiare in una classe mista. Qui Mary studiò il greco antico e si dedicò alla lettura di Omero, Platone e dei tragici greci.
Nel 1878 conobbe lo studioso di musica classica, letterato e omosessuale John Addington Symonds, autore di Studies of the Greek Poets (1873), di sedici anni più giovane di lei, che le fornì consigli letterari quando iniziò a scrivere e le fece da mentore negli studi di lingua e letteratura greca. Con lui avviò un'intima corrispondenza durata per molti anni; Phyllis Grosskurth, il biografo di Symonds, si sarebbe detto convinto che questi ne fosse stato innamorato.

### Carriera letteraria

#### 1878-1888

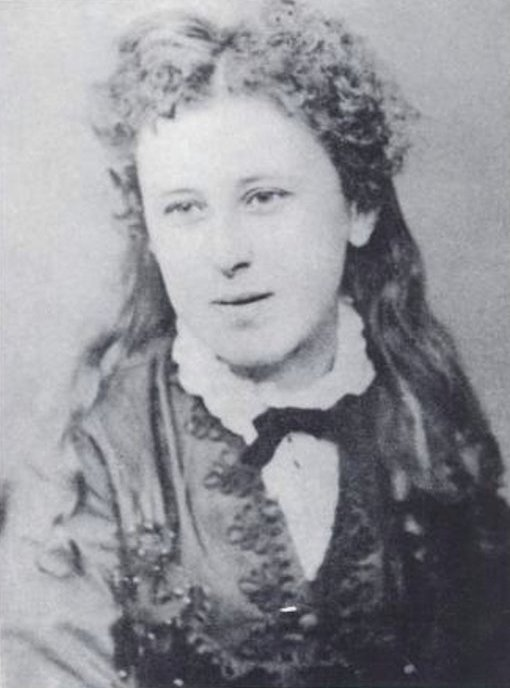
Vernon Lee, ca. 1870

Nel 1878, all'età di ventun anni, la giovane pubblicò il suo primo libro di versi, A Handful of Honeysuckle, finanziato dai genitori "espressamente al posto di un ballo di debutto", una modalità di esordio letterario che avrebbe indotto il poeta e critico letterario Arthur Symons a definire Robinson come "la figlia viziata della letteratura". Composto di 45 poesie di tema filosofico, leggendario o storico, A Handful of Honeysuckle, di influsso preraffaellita, univa realtà ed interiorità, fondeva l'interesse per il medioevo con riferimenti cosmopoliti, in particolare con suggestioni provenienti dalla cultura francese e italiana.
L'anno dopo la pubblicazione della sua prima raccolta di poesie, Robinson iniziò a scrivere versi e articoli in prosa per riviste prestigiose come Sunday Times, Cornhill, Belgravia, ed estese la sua fama anche in Germania, pubblicando alcuni articoli sui poeti britannici contemporanei nella rivista Unsere Zeit.
Nel 1880 la famiglia si recò in Italia, dove Robinson andò a far visita alla scrittrice inglese Vernon Lee (Violet Paget), conosciuta un anno prima a casa dei genitori, in uno degli incontri letterari che abitualmente si svolgevano in Gower Street; inizialmente accolta con curiosità nella cerchia degli artisti e scrittori preraffaelliti, per la novità che la sua personalità e la sua sessualità ambigua suscitavano, Lee ne venne ben presto allontanata per il suo carattere supponente e il disprezzo dimostrato per chiunque non fosse d'accordo con lei.
Dopo averla incontrata nuovamente a Firenze, Robinson avrebbe viaggiato con lei in più riprese, per circa otto anni, tra Inghilterra, Francia e Italia; le due donne intrecciarono un'intensa relazione sentimentale, che si concluse nel 1887, l'anno prima delle nozze di Robinson. Le due giovani scrittrici divennero a tal punto famose da venir citate per nome in un romanzo di Anatole France, Le Lys Rouge.
Nel 1881 Robinson pubblicò il suo secondo libro di poesie, The Crowned Hippolytus: Translated from Euripides with New Poems (1881), una traduzione di Euripide dedicata all'amico John Addington Symonds e a Vernon Lee, seguito due anni dopo dal suo primo e unico romanzo in due volumi, Arden (1883), stroncato dallo Spectator che lo definì "un tentativo di idillio da parte di un autore i cui poteri sono inadeguati al compito". Nello stesso anno, per la serie Eminent Women dell'editore W.H. Allen, scrisse la prima biografia di Emily Brontë, un tributo a un'autrice ingiustamente dimenticata, "morta con il suo lavoro incompreso e trascurato".
Dai primi anni ottanta e fino al 1888, la casa londinese dei Robinson, trasferitisi nel 1883 da Bloomsbury a Kensington, continuò a fungere da punto d'incontro dei principali esponenti dell'estetismo; ogni martedì e giovedì si davano appuntamento artisti e intellettuali tedeschi, francesi, italiani, inglesi e americani come Mathilde Blind, Paul Bourget, Henry James, Vernon Lee, Amy Levy, George Moore, Elizabeth e Joseph Pennell, Walter Pater, William Michael Rossetti e Lucy Madox Brown, Arthur Symons, John Singer Sargent, Robert Browning e Oscar Wilde.
Nel 1884 Katharine Bradley e Edith Cooper, conosciute sotto lo pseudonimo di Michael Field, contattarono Robinson inviandole una copia del loro primo dramma in versi Callirrhoe & Fair Rosamund; la scrittrice le aiutò recensendo l'opera e offrendo consigli su come pubblicizzare il loro lavoro, e un anno dopo le due donne decisero di farle visita, cogliendo l'occasione di incontrare l'amico Browning, frequentatore del salotto dei Robinson.
Nel 1884, su consiglio di Dante Gabriel Rossetti, Robinson scrisse un'opera di poesie narrative ispirate a temi sociali, A New Arcadia, Idylls of Country Life (1884), incentrata su storie di personaggi dell'Inghilterra rurale (campanari, orfane costrette alla prostituzione, anziane abbandonate a loro stesse, contadini ridotti in povertà), incontrati a Epsom, che l'avevano particolarmente indignata. L'appello al lettore e ai poeti contemporanei di andare oltre l'ideale pastorale, di considerare la realtà fatta anche di sofferenza, ingiustizie e privazioni, e il suo avvicinamento al mondo degli umili, non furono bene accolti dalla critica, che giudicò New Arcadia un'opera ambientata in un mondo di dolore, "senza innocenza, senza gioia".

##### Un giardino italiano, 1886
Il suo libro più famoso, Un giardino italiano (An Italian Garden, 1886), ispirato a modelli poetici di culture e periodi storici diversi, è stato interpretato come un esempio di "estetismo cosmopolita"; esprime una molteplicità di vedute che dalle strutture liriche - sonetti italiani, sestine, canti di maggio, stornelli, strambotti, ballate; forme poetiche antiche, popolari e moderne - si estende alle lingue (vi sono estratti in italiano, inglese, greco, latino e francese) e ai riferimenti geografici: Inghilterra, Francia, Italia e Grecia.

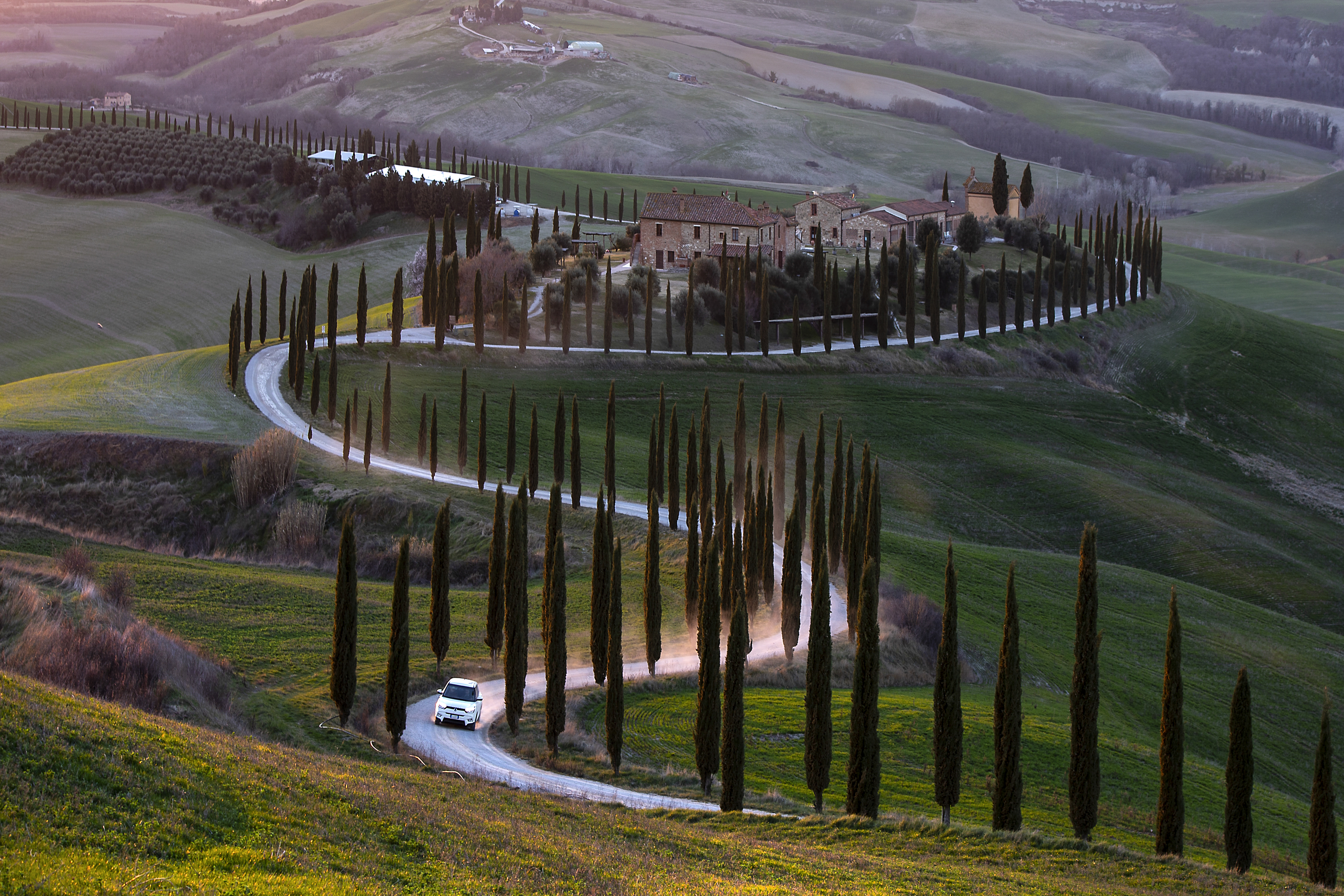
Cipressi nelle Crete Senesi. Una sezione del libro Un giardino italiano è intitolata Tuscan Cypresse

Il libro, introdotto da due epigrammi di Saffo e Percy B. Shelley, è diviso in cinque sezioni: la prima, intitolata Nocturnes (Notturni), risente dell'influenza dell'impressionismo francese; la seconda, A Garland of Flowers (Una ghirlanda di fiori), ispirata a I fiori del male di Baudelaire, tratta temi estetici chiave come la passione, l'effimero e il desiderio; la terza, Tuscan Cypress (Cipresso toscano), è incentrata su amore e morte; la sezione successiva, Songs and Dreams, segna il passaggio dal mondo naturale esterno a quello interiore, per concludersi con la sezione Vestigia, che contiene Art and Life, il manifesto estetico di Robinson e poesie orientate alla contemplazione dell'anima.
Secondo la studiosa Ana Parejo Vadillo, il libro rappresenterebbe "una poesia d'amore a Lee", con cui Robinson condivise gli anni 1880-1887. Nella copia che nel febbraio 1886 l'autrice inviò alla scrittrice inglese che viveva a Firenze con la madre e il fratellastro, compare l'iscrizione manoscritta "Vernon–with Molly's love" (Molly era uno dei soprannomi con cui la chiamava Lee), e il rispetto in italiano, scritto a mano dalla stessa Robinson, contiene l'invocazione dell'amante all'amata perché ritorni: "Canzonetta, che passi monti e valli / Se trovi l’amor mio, dille che venga / E dille, son rimasta in questi poggi /Come rimane la smarrita agnella." L'uso del termine "comrades", contenuto in una delle poesie chiave dell'opera, Personality, secondo Parejo Vadillo rappresenterebbe una parola chiave usata dagli scrittori omosessuali come Symonds e Walt Whitman per definire l'amore tra persone dello stesso sesso, presente anche nel libro di Symonds A Problem in Greek Ethics (1883).
L'opera, che riconquistò il parere favorevole della critica, venne interpretata come un ritorno di Robinson alla vena originaria, alla natura idealizzata.
Ad essa seguirono Margaret of Angoulême, Queen of Navarre Songs (1887) e Ballads and a Garden-Play (1888), dedicata alla sorella Mabel; in quest'ultima opera The Spectator intravide un tocco di vero genio, attribuito tuttavia alla capacità dell'autrice di dipingere immagini romantiche e sentimentali, qualità che la poneva sullo stesso orizzonte valutativo di altre poetesse del periodo vittoriano, i cui versi venivano tradizionalmente identificati nel topos del "sentimento", associato al genere femminile.

##### Matrimonio con Darmesteter (1888)

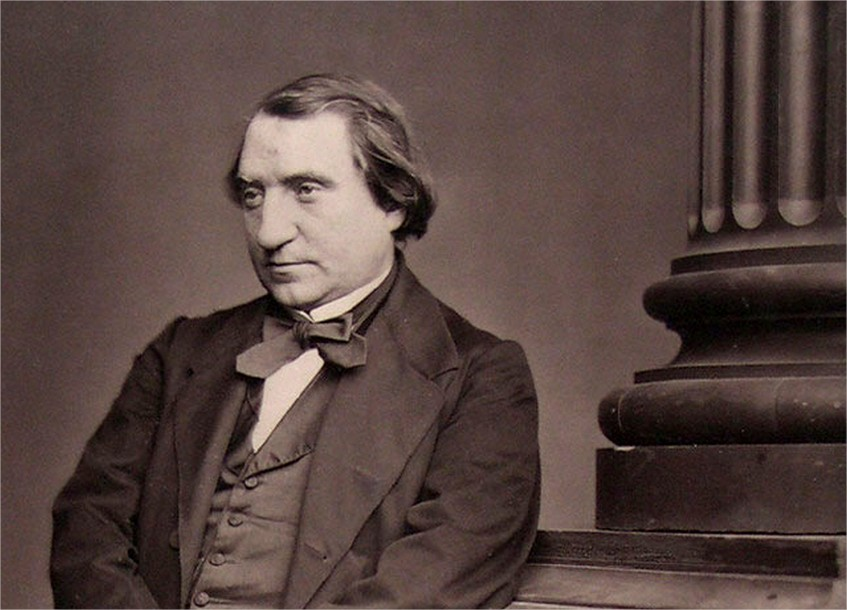
Il filosofo, filologo, storico delle religioni Ernest Renan, di cui Robinson scrisse una biografia

Il successo ottenuto con Un giardino italiano (1886) fece conoscere Robinson anche all'estero, avvicinandola ad intellettuali di altri paesi. Uno di questi, l'orientalista francese di origine ebraica James Darmesteter (1849–1894), specialista in studi iranistici e titolare della cattedra al Collège de France che era stata del filosofo e filologo Ernest Renan, dopo averla incontrata tre volte, le chiese di sposarlo.
Dal racconto che ne fece Daniel Halévy, la notizia delle imminenti nozze gettò scompiglio nella cerchia di amici in Gran Bretagna, oltre che far precipitare nel più totale sconcerto Vernon Lee, che cadde vittima di un forte esaurimento nervoso, protrattosi per un lungo periodo. La sua opposizione all'imminente matrimonio, nelle lettere scritte alla madre, assunse motivazioni basate sulle teorie eugenetiche, allora molto diffuse: la deformità del corpo di Darmesteter - "gobbo, nano [...] sembra che il suo corpicino deforme e rachitico (ha la taglia di un bambino di dieci anni) stia per cadere a pezzi" -  e la debole costituzione fisica di Robinson, a suo parere avrebbero reso quell'unione e un'eventuale gravidanza un crimine.
La stessa coppia avrebbe tuttavia escluso questa possibilità, stabilendo di comune accordo di contrarre un mariage blanc, un modello non raro a quei tempi, sostenuto anche da numerosi romanzi e saggi sulla New Woman e sulla sua presunta mancanza di interesse per il sesso.
Anche se formalmente non avrebbero rotto la loro amicizia, il rapporto tra Robinson e Lee cambiò radicalmente, e le lettere che le due donne si scambiarono, conservate nella Biblioteque Nationale di Parigi, ne sono una testimonianza: delle 1.253 pagine in folio di lettere, 1.100 pagine risalgono al 1880-1887, prima del matrimonio di Robinson con Darmesteter; esse contengono termini intimi come "caro amore" e "cara gloria della mia vita", che dimostrano il legame romantico che le donne condivisero.
Nonostante i tentativi di dissuadere Robinson a compiere il passo prospettato, tra cui un diretto intervento di Henry James giunto da Londra a Parigi, e l'imposizione, da parte dei genitori della ragazza, di un periodo di attesa di un anno, il matrimonio si svolse nel 1888. Da quel momento in poi la scrittrice visse stabilmente in Francia, facendo ritorno a Londra solo saltuariamente.
Come era già accaduto in madrepatria, anche a Parigi la sua casa divenne il punto di incontro di intellettuali di spicco della società letteraria, fra cui Hippolyte Taine, Paul Bourget, Ernest Renan, Gaston Paris e gran parte dell'intellighenzia franco-ebraica.

#### 1889-1904
Durante il loro matrimonio Darmesteter tradusse in francese gran parte delle opere della moglie, finché quest'ultima divenne autonoma nell'uso di questa lingua; la sua prima opera originale in francese fu Marguerites du Temps Passé (1892).
Nel 1893 Mary pubblicò Retrospect, una raccolta di poesie a tema filosofico, con riferimenti a credenze e leggende del passato ispirate agli studi del marito. Collaborò a diverse riviste britanniche, fra cui il Times Contemporary Supplement, Contemporary Review e Nineteenth Century Review.
Dopo sei anni di matrimonio, Darmesteter morì il 19 ottobre 1894 a seguito di una breve malattia, lasciando Robinson vedova all'età di 38 anni. La scrittrice dopo la sua morte rimase in Francia e scrisse articoli per la Revue de Paris, tradusse il lavoro del defunto marito e condusse ricerche per una biografia di Ernest Renan, morto nel 1892, pubblicata sia nella versione inglese (1897) che francese (1898).
Nel 1901 pubblicò Collected Poems, una selezione di poesie in parte già pubblicate, unite ad altre sedici di nuova creazione.

##### Matrimonio con Duclaux (1902)

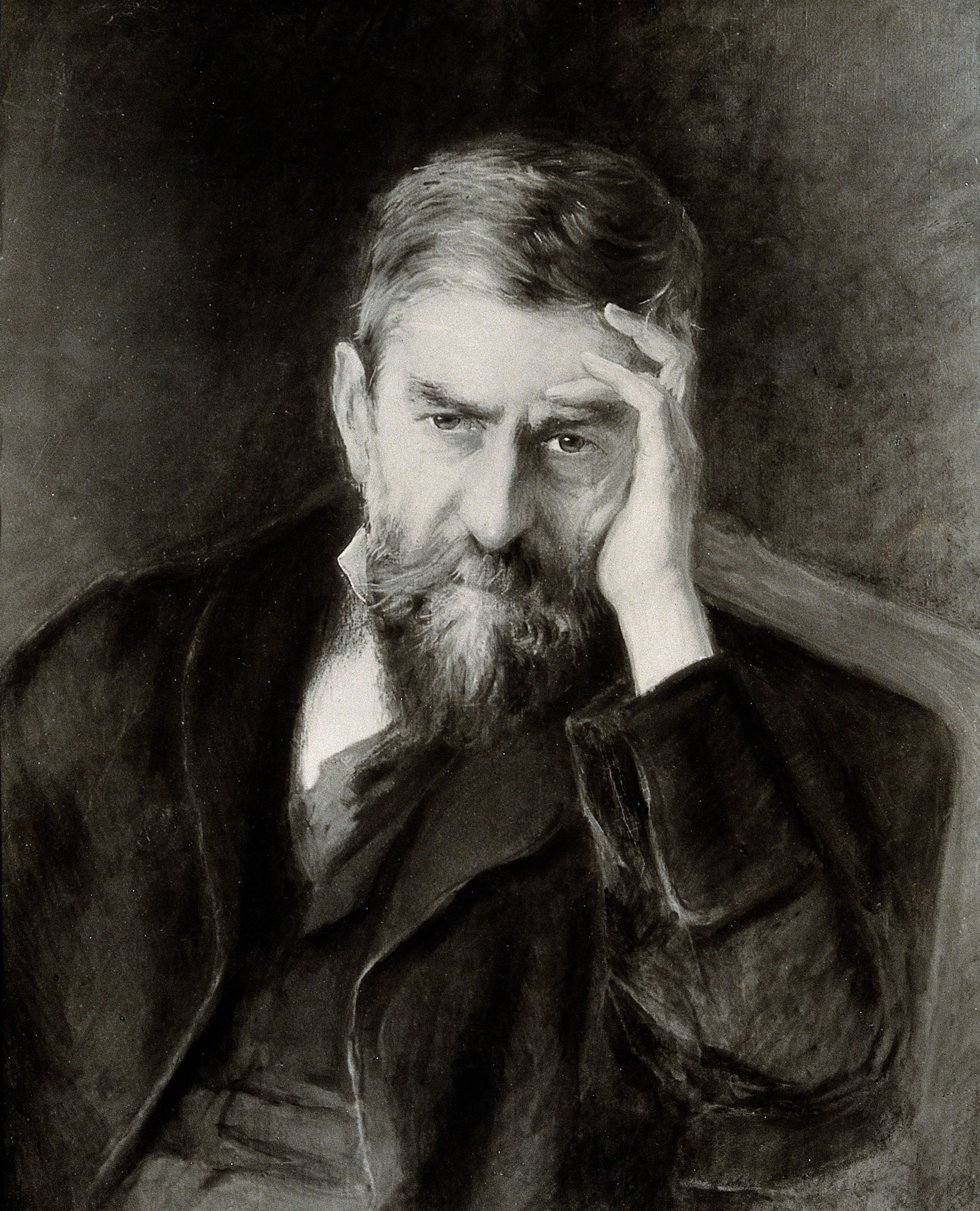
Il biologo e fisico francese Èmile Duclaux

Nel 1902 sposò Emile Duclaux, direttore dell'Istituto Louis Pasteur, di cui il biologo e chimico francese era stato allievo, che la introdusse nel mondo delle scienze. Robinson collaborò nei suoi studi e gli fece da segretaria, pur continuando ad occuparsi della propria produzione saggistica e poetica. Pubblicato nel 1903, The Fields of France: Little Essays in Descriptive Sociology, sulle condizioni di vita dei contadini francesi, rappresentò un ritorno al filone della critica sociale, sperimentato in New Arcadia, ma questa volta fu ben accolto dalla critica.
Nel 1904 fu cofondatrice del Prix Femina Vie Heureuse, un prestigioso premio letterario francese assegnato ogni anno da una giuria di dodici donne.

#### 1905-1943
Dopo la morte di Duclaux nel 1904, Robinson continuò a vivere con i suoi figliastri dall'Alvernia a Parigi. Sebbene questo matrimonio fosse durato solo due anni, fino alla sua morte la scrittrice si firmò come "Madame Mary Duclaux".
Per i successivi 20 anni, affermandosi come femme de lettres, divenne famosa per il suo salotto che accoglieva illustri scrittori e artisti e giovani autori che amava sostenere. Scrisse biografie e saggi letterari che riguardavano quasi esclusivamente la Francia e gli scrittori francesi, come Racine, Pascal e Fenelon e Victor Hugo,  recensioni di letteratura e raccolte di poesie, come The Return to Nature (1904), una breve storia della Francia dall’invasione di Cesare alla battaglia di Waterloo, un saggio su Margherita d’Angoulême regina di Navarra.
L'ultimo libro di poesie pubblicato si intitola Images and Meditations (1923) e riflette le preoccupazioni seguite alla prima guerra mondiale, unita a riflessioni intime.
Quando scoppiò la guerra nel 1939, i suoi figliastri le trovarono un riparo, insieme alla sorella Mabel, in un nascondiglio ad Aurillac dove rimase al sicuro, continuando a scrivere poesie in francese e in inglese. Nel 1943 subì un'operazione per la rimozione di una doppia cataratta dai suoi occhi; morì 4 mesi dopo, il 9 febbraio 1944, all'età di 86 anni. Fu sepolta ad Aurillac.

## Opere
- A Handful of Honeysuckle (1878)
- The Crowned Hippolytus (1881)
- Arden (1883)
- Emily Brontë, W.H. Allen and Co., 1883; traduzione italiana: Emily Brontë di Agnes Mary Robinson, traduzione di Maddalena De Leo, Agropoli, L'ArgoLibro Edizioni, 2018, ISBN 978-88-94907-25-4
- The New Arcadia and Other Poems (1884)
- An Italian Garden (1886)
- Margaret of Angoulême, Queen of Navarre (1886, Gran Bretagna; 1887 Stati Uniti)
- Poésies (1888) (traduzione in francese di Darmesteter)
- Songs, Ballads and a Garden Play (1888)
- The End of the Middle Ages (1889)
- The New Arcadia (1890)
- Lyrics Selected from the Works of A. Mary. F. Robinson (1891)
- Marguerites du Temps Passé (1892)
- Retrospect and Other Poems (1893)
- Froissart (1894) (in francese)
- Froissart (1895) (tradotta in inglese da E.F. Poynter)
- An Italian Garden (1897)
- A Medieval Garland (1897) (tradotta in inglese da Mary Tomlinson)
- The Life of Ernest Renan (1897)
- La Vie de Ernest Renan (1899)
- La Reine de Navarre, Marguerite d’Angoulême (1900)
- Grands Écrivains d’Outre-Manche (1901)
- Collected Poems, Lyrical and Narrative (1902)
- The Fields of France (1903)
- The Return to Nature (1904)
- The Fields of France: extended (1905)
- La Vie de Émile Duclaux (1906)
- Songs from an Italian Garden (1908)
- The French Procession, a pageant of great writers (1909)
- The French Ideal, Pascal, Fénelon and other essays (1911)
- A Short History of France from Caesar’s Invasion to the Battle of Waterloo (1918)
- Twentieth Century French Writers (1919)
- Victor Hugo (1921)
- Images and Meditations, A book of poems (1923)
- The Life of Racine (1925)
- Victor Hugo (1925) (in francese)
- Portrait of Pascal (1927)